# 伊村製作所
伊村製作所（いむらせいさくしょ）はアミューズに所属する伊藤直人と吉村卓也からなるお笑いコンビ。公式での結成日は2015年2月19日。2017年12月31日解散。

## 概要
個々で俳優として活動していた頃に、吉村が「脚本を書きたい」という理由で、同期で一番暇そうだった伊藤を誘い結成。その後二人ともお笑いが好きだという理由から2015年にお笑いコンビとして本格始動。初期の頃はYouTubeへコント動画を投稿していた。主にコント中心の活動。
2017年12月28日、12月31日をもって解散することを発表。2018年2月19日にユーロライブで開催の単独ライブ「伊村製作所 -閉鎖-」が最後の舞台となる。解散後、伊藤は芸能界を引退、吉村はバラエティタレントとしての活動を継続。

## メンバー
- 吉村 卓也（よしむら たくや、1990年2月4日 - ）
  - 広島県出身。血液型B型。
  - 主に脚本(ネタ)を書くのが担当。
  - 自称イケメン担当だが、色々なキャラをこなすのでネタ中のビジュアルは関係なくなっている。
  - 広島広陵高校野球部出身で、当時ピッチャーだった。
  - アクロバットが得意でネタの中でもバク転をしたりする。
- 伊藤 直人（いとう なおと、1990年4月18日 - ）
  - 愛知県名古屋市出身。血液型B型。
  - ネタ作りなどはせず、相方からもらう台本をひたすら覚える。
  - 過去のネタでもおじいさんの姿で行っているものが多くある。
  - 趣味は競馬とお酒を嗜むこと。
  - 芸能界引退後、中京テレビにディレクターとして入社[3]。

## 活動

### テレビ
- 有吉ジャポン（2015年11月6日、TBS）
- 幸せ追求バラエティ 金曜日の聞きたい女たち（2016年4月29日、フジテレビ）
- お願い!マンピンコン（2017年2月1日、AbemaTV）
- アベマショーゴ（2017年2月2日、AbemaTV）
- お願い!ランキング（2017年2月6日〜2月22日、テレビ朝日）
- ひるキュン!「ツギクルフェスティバル」（2017年4月4日、TOKYO MX）
- ウチのガヤがすみません！（2017年5月16日、日本テレビ）
- ウチのガヤがすみません！SP（2017年6月6日、日本テレビ）

### 映画
- 茅ヶ崎物語 〜MY LITTLE HOMETOWN〜

### 舞台・ライブ

#### 単独ライブ
- 「伊村製作所」（2014年2月1日-2月2日、千本桜ホール）
- 「伊村製作所vol.2」（2014年7月3日-7月9日、中野HOPE）
- 「伊村製作所vol.3」（2015年2月19日-2月22日、中野HOPE）
- 「伊村製作所vol.4」（2016年1月9日-1月11日、中野HOPE）
- 「伊村製作所vol.5」（2016年6月3日-6月5日、中野HOPE）
- 「伊村製作所vol.6」（2017年3月17日-3月20日、中野HOPE）
- 「伊村製作所 –閉鎖-」（2018年2月19日、渋谷ユーロライブ）

#### ライブ・イベント
- 「プレgetシアター」(2015年3月5日、新大久保R&Bバー)
- 「concept3」(2015年4月19日、新宿シアターモリエール)
- 「concept3」(2015年5月16日、新宿シアターブラッツ)
- 「concept3」(2015年6月27日、神保町花月)
- 「太田プロコントライブ」(2015年07月04日、新宿バティオス)
- 「concept3」(2015年8月02日、神保町花月)
- 「800人のヤンキーVS山内秀一#special」(2015年08月08日、阿佐ヶ谷ロフトＡ)-スペシャルゲスト
- 「オリーブゴールド」(2015年8月11日、新宿Fu)
- 「とりあえずライブ」(2015年8月20日、千川baechV)
- 「伊村製作所、大松絵美お笑いライブ」(2015年8月28日、デリシャカスステージ)
- 「プレgetシアター」(2015年9月3日、新大久保R&Bバー)
- 「お笑いクランチィ」(2015年9月10日、新宿vatios)
- 「concept3」(2015年9月12日、神保町花月)
- 「Motto Conte vol.13」(2015年9月13日、新宿バッシュ)
- 「東京音頭」(2015年9月16日、金王八幡宮)
- 「東京タワーお笑いライブ333 Vol.67」(2015年9月19日、東京タワー大展望台1階Club333特設ステージ)
- 「グレープライブ」(2015年9月20日、新宿ハイジアV-1スタジオ)
- 「SMAイディオットライブ(笑)」(2015年9月27日、千川BeachV)
- 「TWINKLE DAY LIVE」(2015年10月3日、渋谷シアターD)
- 「concept3」(2015年10月10日、神保町花月)
- 「Motto Conte vol.14」(2015年10月11日、新宿バッシュ)
- 「勝手に漫才GP！」(2015年10月11日、新宿バッシュ)
- 「ホリプロコムお笑いライブ〜シルバープレート〜」(2015年10月17日、新宿vatios)
- 「太田プロJr.ライブ G4」(2015年10月18日、西新宿ハーモニックホール)
- 「お笑いガチンコβ」(2015年10月22日、新宿vatios)
- 「東京タワーライブ333」(2015年10月24日、東京タワー大展望台)
- 「全日本お笑いカップ」(2015年10月28日、杉並区立産業商工会館)
- 「プレGETシアター」(2015年11月05日、新大久保コミュニケーションビルB1)
- 「concept3」(2015年11月08日、神保町花月)
- 「センバツ！」(2015年11月09日、なかの芸能小劇場)
- 「お笑いガチンコβ」(2015年11月10日)
- 「ゲレロンステージvol.236」(2015年11月21日、新宿ハイジアV-1)
- 「お笑い×演劇ユニット『弱い人たち』コント公演「強くなりたい」」(2015年11月28-29日・2016年2月8日、渋谷ユーロライブ)
- 渋谷のラジオの学校プレゼンツ！集まれ野武士フェスティバル!!～渋ラジSOUL 2016 夏の陣～（2016年8月11日、恵比寿 ザ・ガーデンホール）

他多数